# American Journal of Physical Anthropology
L'American Journal of Physical Anthropology és una revista científica avaluada i publicació oficial de l'American Association of Physical Anthropologists. Fou creada en 1918 per Aleš Hrdlička (Museu Nacional dels Estats Units, ara Museu Nacional d'Història Natural de la Smithsonian Institution).
La publicació cobreix el camp de l'antropologia física, una disciplina que Hrdlička definí en el primer número com a "l'estudi de l'anatomia racial, la fisiologia i la patologia." El Wistar Institute of Anatomy and Biology fou l'editor original. A més dels seus números mensuals, l'associació també publicava dos suplements, el Yearbook of Physical Anthropology i un suplement de compilació.

## Història
En el segle xix i començament del XX l'antropologia s'havia incrustat en un mitjà més gran de racisme científic i eugenèsia. Hrdlička va posar al prominent eugenecista Charles Davenport en el consell editorial de la revista, i usà la seva connexió amb el racista i anti-immigrant Madison Grant per a obtenir cabals per a la nova publicació. Hrdlička sospitava profundament de la genètica i les estadístiques, ni tan sols es va permetre la desviació estàndard en el seu diari durant els seus 24 anys com a editor en cap. Després de la seva mort, la revista va continuar com a òrgan de l'American Association of Physical Anthropologists, fundada per Hrdlička en 1930.

## Enfocament modern
Com el camp de l'antropologia física, la publicació va créixer i desenvolupà en àrees llunyanes dels seus orígens. Actualment publica treballs de recerca en àrees com la paleontologia humana, osteologia, anatomia, biologia, genètica, primatologia, i ciències forenses.

## Impacte
En 2009 la revista fou seleccionada per la Special Libraries Association com una de les 10 revistes més influents del segle en els camps de la biologia i la medicina, juntament amb les revistes American Journal of Botany, British Medical Journal, Journal of Paleontology, Journal of the American Medical Association, Journal of Zoology, Nature, New England Journal of Medicine, Proceedings of the National Academy of Science, and Science. Segons el Journal Citation Reports, el seu factor d'impacte en 2011 és de 2.824, situant-se en el 6è lloc dels 79 en la categoria "Antropologia" i en el 23è de 45 en la categoria "Biologia Evolutiva". Adicionalment, la publicació ha guanyat la majoria de citacions en la categoria "Antropologia" cada any durant més d'una dècada.

## Yearbook of Physical Anthropology
El Yearbook of Physical Anthropology és un suplement avaluat per experts de l'American Journal of Physical Anthropology. Proporciona "cobertura àmplia i completa dels esdeveniments dins la disciplina" de l'antropologia física.